# Павлович, Живоин (коммунист)
Живоин Павлович (серб. Живојин Павловић, хорв. Živojin Pavlović, макед. Живоин Павловиќ, 13 января 1898 — 28 ноября 1941) — югославский коммунист, автор одной из первых в Югославии книг о сталинском термидоре «Баланс советского термидора» (серб. Биланс совјетског термидора). Казнён партизанами в Ужицкой республике по обвинению в предательстве.

## В коммунистическое движение
Некоторое время спустя после Первой мировой войны Павлович работал учителем, затем, в 1922 году, писарем в городской управе Белграда. С 1924 по 1929 гг. жил в Скопье. В 1925 году стал членом областного комитета КПЮ в Македонии. С 1927 года начал все больше времени посвящать развитию левого движения, часто уезжал из города.
После установлением 6 января 1929 года диктатуры переехал в Константинополь, оттуда — в Париж, где познакомился с богатой француженкой и женился на ней. Располагая значительными средствами, по договорённости с руководством КПЮ в Париже, организовал  партийную печать и руководил ею. Участвовал в организации добровольческих интербригад во время гражданской войны в Испании.

## Отрезвление
В 1937 году Иосип Чижински, друг и товарищ Павловича, вызван в СССР, где осуждён и казнён, как и многие другие члены партии. Эта трагедия отрезвляюще подействовала на Павловича, а после заключения пакта Молотова — Риббентропа он полностью разочаровался в СССР.
Оппозиционные настроения Павловича стали причиной того, что новое руководство КПЮ во главе с Иосипом Броз Тито исключило его из партии. В феврале 1940 года он возвратился из Франции в Югославию, работал чиновником Центрального пресс-бюро при Председателе министерского совета Белграде. Одновременно он работал над своей книгой «Баланс советского термидора», которая была издана в том же году. Но так как в тот момент Королевство Югославия наладила дипломатические отношения и заключила союзный договор с СССР, книга Павловича, разоблачающая преступления сталинского режима, была арестована и к продаже не допускалась. Автор успел спасти лишь несколько десятков экземпляров.

## Гибель
После оккупации Югославии начинается национально-освободительная вооружённая борьба. Павлович держался в стороне от междоусобной борьбы коммунистических партизан и монархистских четников. Во время существования Ужицкой республики партизаны рассматривали его как сомнительный элемент и обвиняли в том, что он — агент полиции. Он был арестован, на допросах Павлович упорно отрицал все обвинения, которые впоследствии так и не были доказаны.
В ночь с 28 на 29 ноября 1941 года, перед началом немецкого наступления на окружённую Ужицкую республику, Павлович пытался бежать. Но не успел реализовать свои намерения — он был схвачен партизанами и расстрелян. Однако, есть подозрения, что обвинение в предательстве было подстроено, а действительная цель — ликвидировать оппозицию большевизации партии по сталинскому рецепту, проводимой Тито.

## «Баланс советского термидора»
В своей книге, посвящённой жертвам сталинского террора, Павлович, на основе находившихся в его распоряжении документов, подводил баланс сталинским чисткам, рассказывал о судьбах не только советских государственных и партийных деятелей — оппозиционеров, но и убеждённых сталинистов, которые были ликвидированы в 1936—1939 годах. Кроме собственно советских, были ликвидированы коммунистические руководители и других стран, в первую очередь — КПЮ, которая подверглась крупнейшей чистке после советской и польской партий, потеряв 600 человек.
В этой книге Живоин Павлович предсказал и свою собственную судьбу. Его не только казнят свои же югославские коммунисты (тогда — правоверные сталинисты) как предателя, его не реабилитируют и в 1948 году, когда правительство на съезде и в резолюции Информбюро осудило Сталина.
«Баланс советского термидора» стал доступен массовому читателю лишь в 1989 году, когда был первый раз с 1940 года переиздан.